# 3차 콜레라 범유행

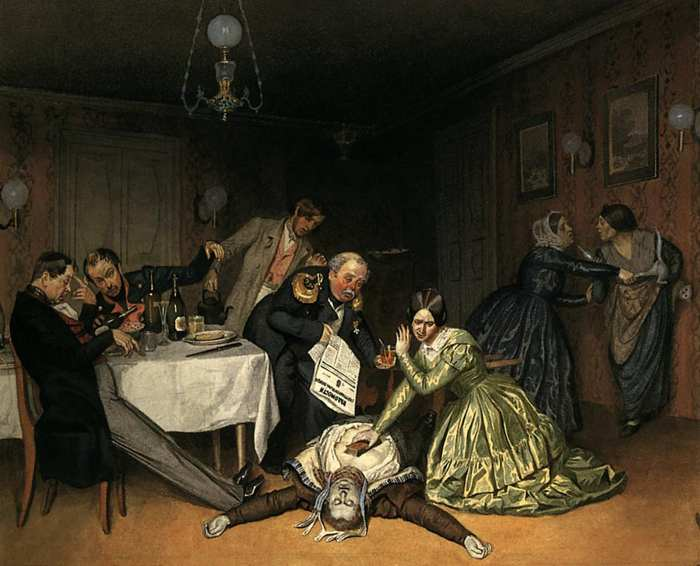
19세기 콜레라로 죽는 사람을 표현한 그림

3차 콜레라 전염병은 19세기 인도에서 시작한 콜레라의 세번째 주요 발병으로, 국경을 넘어서 여러 나라에 전파되었다. UCLA 연구자들은 3차 유행이 1837년에 시작해서 1863년까지 지속되었다고 연구했다. 러시아에서는 백만명이 넘는 사람들이 콜레라로 사망했다. 1853~54년에 런던에서 10,000명이 넘는 사람이 사망했으며, 영국 전역에서는 23,000명이 사망했다. 이 전염병은 19세기 전염병 중 가장 치명적인 전염병으로 인식된다.
아시아, 유럽, 아프리카 및 북미 지역에서 높은 사망률을 보였다. 최악의 해로 여겨지는 1854년에 23,000명이 영국에서 사망했다.
1854년 런던의 가난한 지역에서 의사로 일하는 존 스노(John Snow)는 오염된 물이 질병의 전염 수단임을 확인했다. 1854년 브로드 스트리트 콜레라가 발생한 후, 그는 런던의 소호 지역에서 콜레라 사태를 연구했다. 한 지역의 수도 펌프 근처의 사례를 지속적으로 기록했다. 자신의 주장을 확신하기 위해서 공무원들에게 물 펌프의 손잡이를 제거하도록 설득해서 오염된 물을 마시지 않도록 조정하였고, 콜레라는 즉시 줄어들었다. 그의 이론은 전염병 통제에 큰 도움을 주었다. 존 스노는 1849년 콜레라 발생을 방지하기 위한 런던 역학 협회의 창립인이었으며, 역학의 아버지 중 하나로 알려져 있다.

## 1840년대 유행
- 1846년 사우디아라비아의 메카에서는 15,000명이 넘는 사람이 콜레라로 사망했다.[6]
- 1847년에서 1851년 사이에 러시아에서는 백만명이 넘는 사람들이 콜레라로 사망했다.[7]
- 1848년 영국과 웨일즈에서 2년 동안 52,000명이 사망했다.[2]
- 1848년에 런던 발병은 14,137명이 사망했으며, 1832년 발병보다 2배가 많았다.
- 1849년 기근으로 약해진 아일랜드를 강타했고, 아일랜드의 기근 생존자를 죽였다.[8]
- 1849년 영국의 리버풀에서 5,308명, 북미 이민자가 출발하는 영국 킹스턴어폰헐에서 1,834명이 죽었다.[9]
- 1849년 파리에서 두번째로 큰 유행이 발생했다.

미국인들은 아일랜드 이민자들이 콜레라를 가져왔다고 생각했다. 미국 미시시피강을 따라서 질병이 퍼졌으며, 세인트루이스에서 4,500명 이상, 뉴올리언즈에서 3,000명 이상이 사망했다. 아일랜드인이 가장 많이 이민을 간 뉴욕에서는 수천명이 사망했다. 1849년에서 1850년까지 내쉬빌을 강타한 이 사건은 전 미국 대통령 제임스 K. 포크도 사망에 이르게 만들었다. 캘리포니아 골드 러시 동안 콜레라는 캘리포니아 트레일, 몰몬 트레일, 오레곤 트레일을 따라서 확산되었고, 약 6,000~12,000명이 사망했다. 1832년에서 1849년 전염병을 통해서 미국에서만도 약 150,000명이 사망했다고 하며, 멕시코에서도 200,000명이 사망한 것으로 알려져 있다.

## 1850년대 유행
1847년에 시작한 러시아의 콜레라 전염병은 1851년까지 지속되어 약 백만명이 사망했다.
- 1851년 쿠바에서 온 배가 그란 카나리아에 전염병을 전파했다.[13] 58,000명의 인구 중에 여름에만 6,000명이 넘는 사람이 사망한 것으로 알려졌다.[14]
- 1852년에 콜레라는 인도네시아에 상륙했다.
- 1853~54년 런던에서는 236,000명 이상이 콜레라로 사망했다.[15]
- 1854년에는 중국과 일본에 영향을 끼쳤다.
- 1854~55년에 베네수엘라와 브라질을 통해 남아메리카에 전파되었다.[16]
- 1854년 시카고에서 콜레라가 발생하여 인구의 5.5%(약 3,500명)가 사망했다.[17][18]
- 1854년 로드 아일랜드주에서는 콜레라의 해로 불리며, 향후 30년간 콜레라가 전파되었다.[19]
- 1858년에 필리핀에 전파되었다.
- 1859년에 한국에 전파되었다.
- 1859년에 벵갈에서의 발병은 콜레라의 이란, 이라크, 아라비아, 러시아로의 전파에 기여했다.[20]
- 1858~60년에 도쿄에서 10만~20만명이 콜레라로 사망했다. 1858~1902년 일본에서 콜레라가 7번 이상 발생했다.[21]

## 같이 보기
- 1차 콜레라 범유행
- 2차 콜레라 범유행
- 4차 콜레라 범유행
- 5차 콜레라 범유행
- 6차 콜레라 범유행
- 7차 콜레라 범유행
- 범유행
- 콜레라
- 콜레라 폭동